# Talamasca
De Talamasca is een fictieve orde of organisatie uit de fantasy en Mystery-Horror boeken van Anne Rice, die zowel in de Vampierkronieken als in de boeken over de Mayfair Heksen voorkomt. 
De Talamasca is een geheime eeuwenoude besloten organisatie met contacten over de gehele wereld. In de elfde eeuw heeft de Talamasca zijn naam, statuten en regels gekregen, maar haar oorsprong is ouder. Het zijn een soort historici die onderzoek doen naar bovennatuurlijke zaken, zoals Hekserij, vampiers, geestverschijningen, mensen met opmerkelijke bovennatuurlijke gaven e.d. Ze houden een omvangrijk archief bij van informatie die daarmee te maken heeft, en dit wordt verzameld door hun onderzoekers, die veelal zelf opmerkelijke gaven hebben.
De organisatie heeft Moederhuizen in Amsterdam, Rome en Londen, en heeft gedurende de eeuwen een grote rijkdom verzameld die haar oorsprong vindt in de nalatenschap van de Tempeliers. Sporadisch legt de organisatie direct contact met de personen die zij onderzoeken, maar veelal houden zij afstand en verzamelen zij gegevens, waaruit ten slotte conclusies worden getrokken.